# Asthenes
Asthenes är ett fågelsläkte i familjen ugnfåglar inom ordningen tättingar. Släktet uppåt ett 30-tal arter med utbredning i Sydamerika från Colombia till Eldslandet:
- Rostgumpad kanastero (A. dorbignyi)
- Mörkvingad kanastero (A. arequipae)
- Ljusstjärtad kanastero (A. huancavelicae)
- Consatakanastero (A. berlepschi)
- Kortnäbbad kanastero (A. baeri)
- Cipókanastero (A. luizae)
- Pampaskanastero (A. hudsoni)
- Magellankanastero (A. anthoides)
- Inkakanastero (A. urubambensis)
- Strimmig kanastero (A. flammulata)
- Junínkanastero (A. virgata)
- Páramokanastero (A. maculicauda)
- Strimryggig kanastero (A. wyatti)
- Streckbröstad kanastero (A. humilis)
- Gräskanastero (A. modesta)
- Itatiaiaborststjärt (A. moreirae)
- Mindre kanastero (A. pyrrholeuca)
- Svartstrupig borststjärt (A. harterti)
- Punaborststjärt (A. helleri)
- Vilcabambaborststjärt (A. vilcabambae)
- Ayacuchoborststjärt (A. ayacuchensis)
- Kanjonkanastero (A. pudibunda)
- Rostpannad kanastero (A. ottonis)
- Boliviakanastero (A. heterura)
- Junínborststjärt (A. palpebralis)
- Ockrabrynad borststjärt (A. coryi)
- Perijáborststjärt (A. perijana)
- Vitstrupig borststjärt (A. fuliginosa)
- Umbraborststjärt (A. griseomurina)

Borststjärtarna fördes tidigare till släktena  Schizoaeca och Oreophylax. Samtidigt placeras fyra tidigare Asthenes-arter numera i det egna släktet Pseudasthenes.